# Thomas G. Jones
Thomas Goode Jones, född 26 november 1844 i Macon, Georgia, död 28 april 1914 i Montgomery, Alabama, var en amerikansk jurist och politiker (demokrat). Han var guvernör i Alabama 1890–1894.
Jones studerade vid Virginia Military Institute och deltog i amerikanska inbördeskriget i Amerikas konfedererade staters armé. Fyra gånger sårades han och befordrades till major. Han studerade juridik och gifte sig 1866 med Georgena Bird.
Demokraterna var splittrade i guvernörsvalet 1890 mellan småbrukarnas och storföretagens intressen. Jones var en av de konservativa kandidaterna som stöddes av stora företag och stora markägare. Reuben F. Kolb var den ledande politikern inom småbrukarrörelsen i Alabama och var mycket nära att vinna demokraternas nominering. Jones var den minst kända av de fyra konservativa kandidaterna men deras kampanjchefer kom överens om att alla konservativa skulle ställa sig bakom honom och på detta sätt förhindra Kolbs nominering. Detta lyckades och efter att Jones hade säkrat demokraternas nominering var det lätt för honom att vinna guvernörsvalet.
I guvernörsvalet 1892 ställde Jones upp för omval och nominerades igen av demokraterna. Kolb hade i detta skede redan lämnat partiet och utmanade Jones i själva guvernörsvalet med en stark kampanj. Kolbs småbrukarrörelse åtnjöt popularitet bland svarta väljare, medan demokraterna svarade med en rasistisk kampanj. Det fanns en ironi i att de svarta stödde Kolb och rasisterna Jones som hade yttrat hårdare kritik mot lynchningar. Tack vare de svartas röster såg Kolb ut att vinna valet men demokraterna gjorde sig skyldiga till omfattande valfusk. Jones vann knappt och svarade med anklagelser om förtal mot alla som såg honom som ansvarig för fusket. I denna situation övervägde Jones att avgå men bestämde sig trots allt att stanna kvar som guvernör. Han drev igenom en ny vallag som gjorde det lättare för Demokratiska partiet att kontrollera vilka som fick rösta och på detta sätt gjorde det svårare för Kolb som igen ställde upp i valet 1894, nu som Populistpartiets kandidat. Jones stödde i det valet William C. Oates som efterträdde honom som guvernör.
Jones blev 1901 utnämnd till en domarbefattning i en federal domstol. Han avled 1914 och gravsattes på Oakwood Cemetery i Montgomery.